# 丰利亚纳
丰利亚纳，是西班牙卡斯蒂利亚-拉曼恰雷阿尔城省的一个市镇。 总面积60平方公里，总人口309人（2001年），人口密度5人/平方公里。